# Sphaerites glabratus
Sphaerites glabratus är en skalbaggsart som först beskrevs av Fabricius 1792.  Sphaerites glabratus ingår i släktet Sphaerites och familjen savbaggar. Arten är reproducerande i Sverige. Inga underarter finns listade i Catalogue of Life.